# Neauphe-sous-Essai
Neauphe-sous-Essai – miejscowość i gmina we Francji, w regionie Normandia, w departamencie Orne.
Według danych na rok 1990 gminę zamieszkiwało 191 osób, a gęstość zaludnienia wynosiła 17 osób/km² (wśród 1815 gmin Dolnej Normandii Neauphe-sous-Essai plasuje się na 695. miejscu pod względem liczby ludności, natomiast pod względem powierzchni na miejscu 432.).